# Lettische Luftstreitkräfte
Latvijas Gaisa spēki (Lettische Luftstreitkräfte) ist die offizielle Bezeichnung für die Luftwaffe Lettlands. Der Hauptstützpunkt der 1992 neu aufgestellten Teilstreitkraft der lettischen Armee befindet sich auf dem Militärflugplatz Lielvārde.

## Geschichte

### Von 1918 bis 1940
Nach der Unabhängigkeitserklärung Lettlands im Jahr 1918 begann der Staat mit dem Aufbau eigener Streitkräfte. Am 7. Juni 1919 wurden die Luftstreitkräfte als Fliegergruppe der lettischen Armee (lettisch Latvijas armijas Aviācijas grupa) gegründet. In den folgenden Jahren wurde die Luftwaffe erheblich ausgebaut; so verfügte sie 1939 unter anderem über 60 Flugzeuge und 120 Piloten.
Von den anfänglichen Kampfhandlungen des Zweiten Weltkriegs blieb Lettland unbetroffen und die Okkupation Lettlands durch die Sowjetunion 1940 erfolgte weitestgehend kampflos. Ab 1940 existierte kein eigenständiger lettischer Staat mehr und somit auch keine offiziellen lettischen Luftstreitkräfte. 

### Die Zeit ab 1991
Mit der Wiederherstellung der staatlichen Unabhängigkeit Lettlands im Jahr 1991 entstanden auch Pläne zum Wiederaufbau der eigenen Luftwaffe. Diese wurden offiziell am 24. Februar 1992 neu aufgestellt.
Den Grundstock der neuen Luftstreitkräfte bildeten vor allem Flugzeuge vom Typ Antonow An-2 und Hubschrauber vom Typ Mil Mi-2. Die Bundesrepublik Deutschland schenkte Lettland zudem zwei Transportflugzeuge vom Typ Let L-410 aus den Beständen der ehemaligen Volksarmee.

### Befehlshaber der Luftstreitkräfte
Folgende Personen waren im Laufe der Jahre die militärischen Befehlshaber der lettischen Luftstreitkräfte:
| Name                 | Dienstzeit | Bemerkung                                      |
| -------------------- | ---------- | ---------------------------------------------- |
| Rūdolfs Drillis      | 1919–1921  |                                                |
| Jezups Baško         | 1922–1929  |                                                |
| Arvīds Skurbe        | 1929–1935  |                                                |
| Jānis Indāns         | bis 1937   |                                                |
| Rūdolfs Baško        | 1937–1940  |                                                |
| Kārlis Kīns          | 1992–1997  |                                                |
| Ojārs Ivanovs        | 1997–2001  |                                                |
| Vitālijs Viesiņš     | 2001–2003  |                                                |
| Juris Maklakovs      | 2004–2006  | 2006 bis 2010 Befehlshaber der Streitkräfte    |
| Aleksandrs Stepanovs | 2006–2010  |                                                |
| Aivars Mežors        | 2010–2015  |                                                |
| Armands Saltups      | 2015–2018  |                                                |
| Aivars Mežors        | 2018–2019  | 2. Amtszeit, im Oktober 2019 im Amt verstorben |
| Viesturs Masulis     | seit 2020  |                                                |

## Aufgaben und Organisation

### Aufgaben
Auf Grund der vorhandenen Ausrüstung beschränken sich die Aufgaben der lettischen Luftwaffe auf Transport-, Verbindungs- und Patrouillenflüge sowie Such- und Rettungsaufgaben.
Die Verteidigung des lettischen Luftraums obliegt in erster Linie den bodengestützten Luftverteidigungs-Batterien. Seit dem Beitritt Lettlands zur NATO im Jahr 2004 patrouillieren, im Rahmen des Air Policing Baltikum, zudem Flugzeuge anderer Bündnisstaaten über dem lettischen Hoheitsgebiet.

### Organisation
Bei der Reorganisation der nationalen Streitkräfte am 1. Januar 2010 wurde das Oberkommando der lettischen Luftstreitkräfte mit dem Luftwaffenstützpunkt bei Lielvārde verschmolzen. Seitdem gliedert sich die Luftwaffe in den kombinierten Stab von Teilstreitkraft und Luftwaffenstützpunkt (Aviācijas bāzes štābs) sowie die drei Bereiche: Flugstaffel (Aviācijas Eskadriļa), Luftverteidigungs-Division (Pretgaisa aizsardzības divizions) und Luftraumüberwachung (Gaisa telpas novērošanas eskadriļa).

### Dienstgrade
| Dienstgradgruppe        | Generale         | Generale     | Generale           | Stabsoffiziere | Stabsoffiziere   | Stabsoffiziere | Subalternoffiziere | Subalternoffiziere | Subalternoffiziere |
| ----------------------- | ---------------- | ------------ | ------------------ | -------------- | ---------------- | -------------- | ------------------ | ------------------ | ------------------ |
| Schulterstücke          |                  |              |                    |                |                  |                |                    |                    |                    |
| Dienstgrad              | Ģenerālleitnants | Ģenerālmajor | Brigādes Ģenerālis | Pulkvedis      | Pulkvežleitnants | Majors         | Kapteinis          | Virsleitnants      | Leitnants          |
| Dienstgrad (Bundeswehr) | Generalleutnant  | Generalmajor | Brigadegeneral     | Oberst         | Oberstleutnant   | Major          | Hauptmann          | Oberleutnant       | Leutnant           |
| NATO-Rangcode           | OF-8             | OF-7         | OF-6               | OF-5           | OF-4             | OF-3           | OF-2               | OF-1               | OF-1               |

| Dienstgradgruppe        | Unteroffiziere und Mannschaften | Unteroffiziere und Mannschaften | Unteroffiziere und Mannschaften | Unteroffiziere und Mannschaften | Unteroffiziere und Mannschaften   | Unteroffiziere und Mannschaften   | Unteroffiziere und Mannschaften | Unteroffiziere und Mannschaften |
| ----------------------- | ------------------------------- | ------------------------------- | ------------------------------- | ------------------------------- | --------------------------------- | --------------------------------- | ------------------------------- | ------------------------------- |
| Schulterstücke          |                                 |                                 |                                 |                                 |                                   |                                   |                                 |                                 |
| Dienstgrad              | Vecākais virsniekvietnieks      | Virsniekvietnieks               | Vecākais virsseržants           | Virsseržants                    | Seržants                          | Kaprãlis                          | Dižkareivis                     | Kareivis                        |
| Dienstgrad (Bundeswehr) | Oberstabsfeldwebel              | Stabsfeldwebel                  | Hauptfeldwebel                  | Feldwebel/ Oberfeldwebel        | Unteroffizier/ Stabsunteroffizier | Stabsgefreiter Oberstabsgefreiter | Obergefreiter/ Hauptgefreiter   | Soldat                          |
| NATO-Rangcode           | OR-9                            | OR-8                            | OR-7                            | OR-6                            | OR-5                              | OR-4                              | OR-3                            | OR-2                            |

## Ausrüstung

### Fluggerät
Das Fluggerät der lettischen Luftwaffe setzte sich seit dem Neuaufbau im Wesentlichen aus Transporthubschraubern und Transportflugzeugen zusammen. Aktuell werden folgende Luftfahrzeuge eingesetzt:
| Luftfahrzeuge         | Foto      | Herkunft           | Verwendung                                              | Version   | Aktiv     | Bestellt  | Anmerkungen                                                                              |           |
| Flugzeuge             | Flugzeuge | Flugzeuge          | Flugzeuge                                               | Flugzeuge | Flugzeuge | Flugzeuge | Flugzeuge                                                                                | Flugzeuge |
| --------------------- | --------- | ------------------ | ------------------------------------------------------- | --------- | --------- | --------- | ---------------------------------------------------------------------------------------- | --------- |
| Pelegrin Tarragon     |           | Lettland           | Schulflugzeug                                           |           | 2         |           | Ende 2022 erhielten die Streitkräfte zwei Ultraleichtflugzeuge aus heimischer Produktion |           |
| Antonow An-2          |           | Polen              | Transportaufgaben, Fallschirmtraining & Brandbekämpfung | An-2T     | 3 (4)     |           | Aktuell sind drei von vier Maschinen einsatzfähig                                        |           |
| Hubschrauber          |           |                    |                                                         |           |           |           |                                                                                          |           |
| Mil Mi-8/17           |           | Russland           | SAR und Transportaufgaben                               | Mi-17     | 4         |           |                                                                                          |           |
| Sikorsky UH-60        |           | Vereinigte Staaten | SAR und Transportaufgaben                               | UH-60M    | 3         | 1         | Sollen die Mil Mi-17 ersetzen                                                            |           |
| MD Helicopters MD 500 |           | Vereinigte Staaten | Leichter Kampfhubschrauber                              | MD 530F   |           | 4         | Vier Stück wurden 2023 bestellt und sollen 2026 bis 2027 geliefert werden                |           |

#### Historisches Fluggerät
- folgende Transportflugzeuge waren im Einsatz:

  - Let L-410[8]
- zudem war die Luftwaffe mit Mil Mi-2 ausgerüstet

#### Tarnung und Hoheitszeichen

##### Bis 1940

Historische Kokarde der Luftstreitkräfte

Die meisten Flugzeuge, die vor 1940 von den Luftstreitkräften Lettlands verwendet wurden, hatten einen einfachen dunkel- bis seegrünen Oberanstrich. Der untere Teil des Flugzeuges wurde nicht bemalt. Abweichungen von diesem Schema gab es bei den früh erworbenen Flugzeugen, von denen einige im Fabrikanstrich belassen wurden.
Das Hoheitszeichen der lettischen Luftwaffe war seit 1919 ein bordeauxrotes, auf die Spitze gestelltes Hakenkreuz (Ugunskrusts) auf weißem Kreisgrund. Anfangs wurde es noch entgegen dem Uhrzeigersinn dargestellt, nach 1921 dann in der anderen Richtung. Das Zeichen wurde so auf beiden Seiten des Rumpfes und beiden Flügelunterseiten platziert. Auf den Oberseiten wurde meistens auf den weißen Grund verzichtet und nur das dunkelrote Hakenkreuz aufgemalt.

##### Seit 1991
Das moderne Hoheitszeichen Lettlands orientiert sich an der Flagge Lettlands und besteht aus abwechselnd dunkelrot-weiß-dunkelroten Kreisen. Es wird bei Flugzeugen und Hubschraubern auf beiden Seiten des Rumpfes und bei den Flugzeugen zusätzlich auf den Unter- und Oberseiten der Flügel platziert. Zudem wird das Heckleitwerk mit einer lettischen Flagge markiert.
Die Tarnung des Fluggeräts ist bei den modernen Luftstreitkräften vielfältiger als vor 1940. In den ersten Jahren wurden die Hubschrauber vorwiegend mit einem Anstrich aus unregelmäßigen Tarnflecken aus zwei unterschiedlich hellen Grüntönen und einem Hellbraunton versehen. Die Transportmaschinen vom Typ Let L-410 hatten einen mittelgrün-hellbraunen Oberanstrich in unregelmäßigen Tarnstreifen. Die Unterseite war hellgrau gehalten.

### Sonstige Ausrüstung
Nach eigenen Angaben verfügen die Luftstreitkräfte darüber hinaus über folgende Ausrüstung zur Luftraumüberwachung und Luftabwehr:
Radar:
- TPS-117 – 3D-Radar
- AN/MPQ-64 – 3D-Radar
- ASR-7 – 2D-Radar
- PS-70

Luftabwehr:
- RBS-70 – Kurzstrecken-Boden-Luft-Lenkwaffensystem
- Stinger – Kurzstrecken-Flugabwehr-Raketensystem[11]
- L/70 – Flugabwehrkanone

## Basis
Der 1970 vom sowjetischen Militär gebaute Luftwaffenstützpunkt «Аэродром Лиелварде» (Aerodrom Lijelwarde) nördlich von Lielvārde, war einer der größten im Baltikum und wurde 1994 von den Lettischen Luftstreitkräften als Lielvārdes lidlauks übernommen.

## Zwischenfälle
- Am 7. Juni 1995 stürzte eine der beiden Let L-410 der lettischen Luftstreitkräfte (146) nahe Lielvārde ab, die ehemalige 325/53+06 der NVA bzw. Luftwaffe. Beim missglückten Fliegen einer verbotenen Fassrolle in 200 Meter Höhe kam die zweiköpfige Besatzung ums Leben.[13]